# Síndrome de Wernicke-Korsakoff
Síndrome de Wernicke-Korsakoff é uma grave síndrome neuropsiquiátrica associada à carência de vitamina B1 (tiamina), frequentemente causada por consumo excessivo de álcool e má alimentação.

## Causas
Síndrome de Wernicke-Korsakoff é uma combinação da encefalopatia de Wernicke, causada pela deficiência severa de tiamina (vitamina B1), com a psicose de Korsakoff, uma sequela neurológica de encefalopatia de Wernicke crônica. A forma metabolicamente ativa da tiamina é o pirofosfato de tiamina, que desempenha um papel importante como um co-fator como coenzima no metabolismo da glicose. As enzimas que são dependentes de pirofosfato de tiamina estão associadas com o ciclo do ácido cítrico (também conhecido como ciclo de Krebs), que catalisam a oxidação do piruvato, α-cetoglutarato e aminoácidos de cadeia ramificada. Assim, qualquer coisa que estimular o metabolismo da glicose vai agravar essa deficiência de tiamina clínica ou sub-clínica existente.
A encefalopatia de Wernicke e a síndrome de Wernicke-Korsakoff são mais comuns em pessoas com transtorno por uso de álcool (TUA). Quando a encefalopatia de Wernicke não é diagnosticada e tratada a tempo, cerca de 20% dos pacientes vão a óbito, e aproximadamente 75% desenvolvem danos cerebrais permanentes relacionados à síndrome de Wernicke-Korsakoff. Cerca de 25% das pessoas afetadas precisam de tratamento intensivo de longo prazo para receber cuidados adequados.
Outras possíveis causas incluem:
- Mal-absorção da B1 (beribéri; especialmente por alcoolismo);
- Deficiência nutricional;
- encefalite herpética;
- Hiperemese gravídica;
- Cirurgia bariátrica;
- Internação prolongada sem reposição de vitaminas;
- AIDS, tuberculose e outras doenças sistêmicas crônicas.

### Fisiopatologia
A vitamina B1 está associada à transformação do ácido pirúvico, que por sua vez realiza transformações bioquímicas de proteínas, gorduras e especialmente hidratos de carbono, sendo que em sua ausência as células nervosas são as mais afetadas.
A memória é função do sistema límbico e se compreende um circuito que se inicia em sua face aferente, onde os estímulos percebidos pelo organismo seguem para o tálamo e depois até o córtex cerebral. Nas regiões de associação neocorticais (no córtex) ocorre o armazenamento da memória, que quando evocada passa à sua porção eferente, envolvendo áreas conscientes e funções motoras.
O tálamo tem a função de integrar as várias percepções sensoriais. No hipocampo ocorre a triagem ou classificação dessas percepções para uma devida organização do armazenamento no córtex. Os corpos mamilares, o fórnix e o cíngulo têm a função de reforçar os traços mnemônicos, criando facilitações sinápticas e duplicando as memórias em outras regiões do córtex. Pode-se entender essa função como a de transformar a memória imediata (consciente, logo após o fato ocorrido) em permanente.
A síndrome de Korsakoff é atribuída a uma lesão no diencéfalo, especificamente no núcleo dorsomedial do tálamo e nos corpos mamilares, que, como vistos, são essenciais na construção da memória, o que causaria a amnésia anterógrada. Para agravar esse quadro ocorre também atrofia cortical generalizada, afetando especialmente o lobo frontal e temporal. Essa lesão no córtex cerebral seria a responsável pela amnésia retrógrada e até mesmo uma complicação à já existente questão da identidade, sendo que o lobo frontal tem enorme importância na formação da personalidade e na integração de inúmeras informações corticais.

## Sinais e sintomas
Os sintomas da encefalopatia de Wernicke incluem:
- Confusão mental;
- Perda de coordenação muscular e tremores (ataxia);
- Alterações na visão como movimentos anormais dos olhos (nistagmo), visão dupla e queda da pálpebra;
- Síndrome de abstinência alcoólica.

Os sintomas da síndrome de Korsakoff:
- Amnésia anterógrada;
- Amnésia retrógrada;
- Inventar histórias (confabulação)
- Alucinações

### Complicações
Muitas vezes a vítima não tem consciência de sua condição. A amnésia anterógrada está relacionada com o comprometimento da memória de curto prazo, ou seja, o doente se torna incapaz de formar novas memórias a partir do momento em que desenvolve a doença, e a amnésia retrógrada está relacionada à memória de longo prazo, assim o doente perde grande parte da memória que havia se formado antes da doença.
É baseado nessa severa condição que o neurologista Oliver Sacks (em "O homem que confundiu sua mulher com um chapéu") relaciona a síndrome de Korsakoff à perda da identidade, pois vítima de uma amnésia retro-anterógrada o doente perde por inteiro sua linha biográfica, sua história, e permanece incapaz de construir outra, sendo obrigado a viver como uma pessoa sem história de vida. A memória é fundamental para a formação do senso de identidade na consciência.
Como consequência desse severo quadro é que ocorre a confabulação, que seria uma tentativa do doente de preencher suas lacunas mnemônicas com imaginações e ficções aparentemente verossímeis, nas quais ele próprio poderia acreditar. Outra consequência seria a desorientação temporoespacial, claramente causada pela incapacidade da pessoa de medir sua existência no tempo.
Com o tempo, o declínio de atividade mental pode evoluir para demência, coma e morte. É uma causa comum de morte de moradores de rua e pacientes psiquiátricos internados.

## Diagnóstico

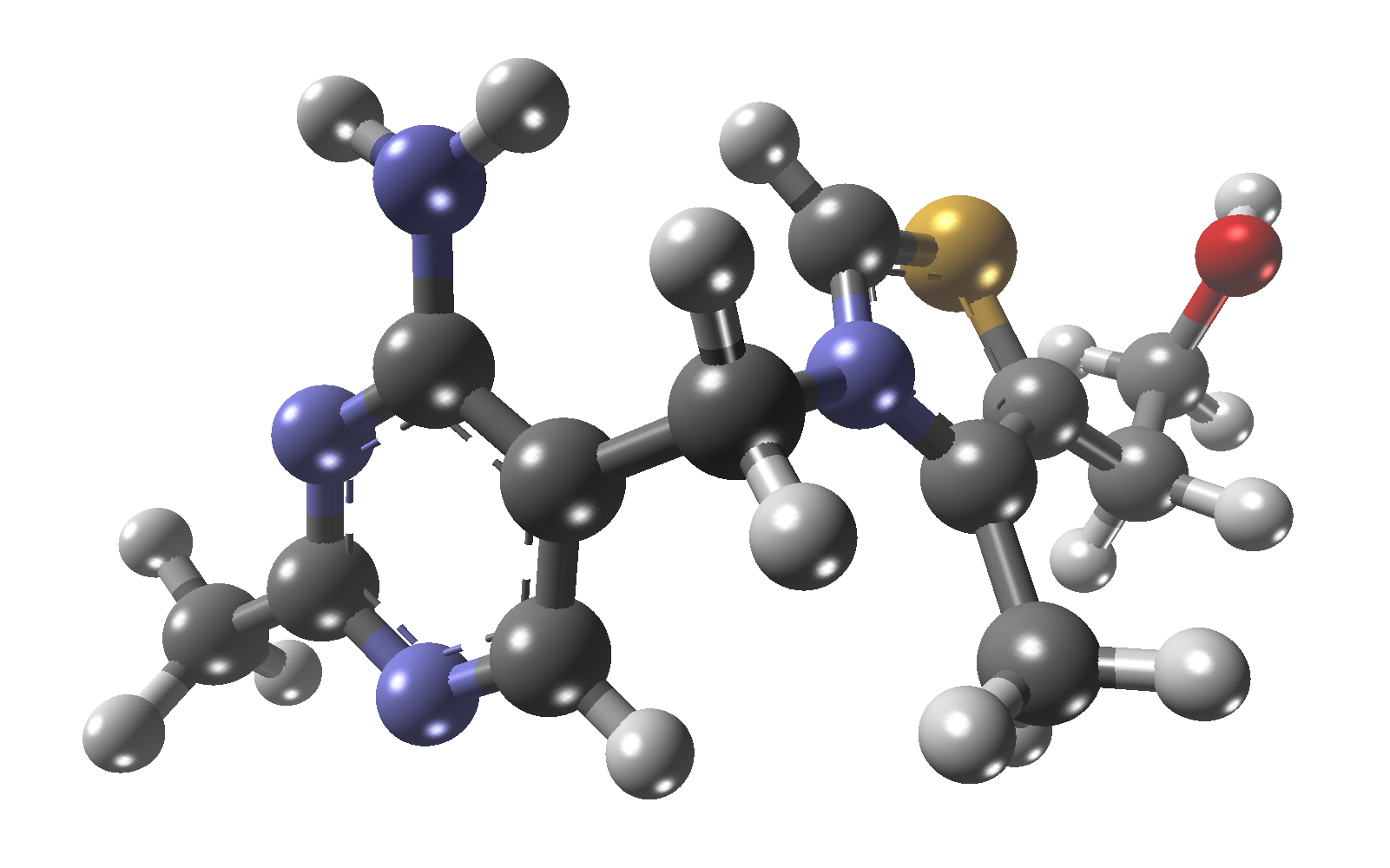
Baixos níveis de timina e albumina podem confirmar o diagnóstico

O exame do sistema nervoso e muscular pode mostrar muitos danos:
- Movimento ocular anormal;
- Reflexos diminuídos ou anormais;
- Pulso acelerado;
- Pressão arterial baixa;
- Baixa temperatura corporal;
- Fraqueza e perda de massa muscular;
- Problemas de marcha e coordenação.

## Prevalência
Em estudo com necrópsia abrangendo um amplo espectro de padrões socioeconômicos e culturais, a prevalência da síndrome de Wernicke-Korsakoff em adultos no Brasil foi de 2,2%. Esse resultado é similar ao resto do mundo com 0,8 a 3% de prevalência ao morrer. Os valores sobem para 15% entre a população psiquiátrica internada e para 24% entre mendigos. É muito sub-diagnosticada em todo o mundo, sendo apenas 20% das vítimas são diagnosticados a tempo.

## Tratamento

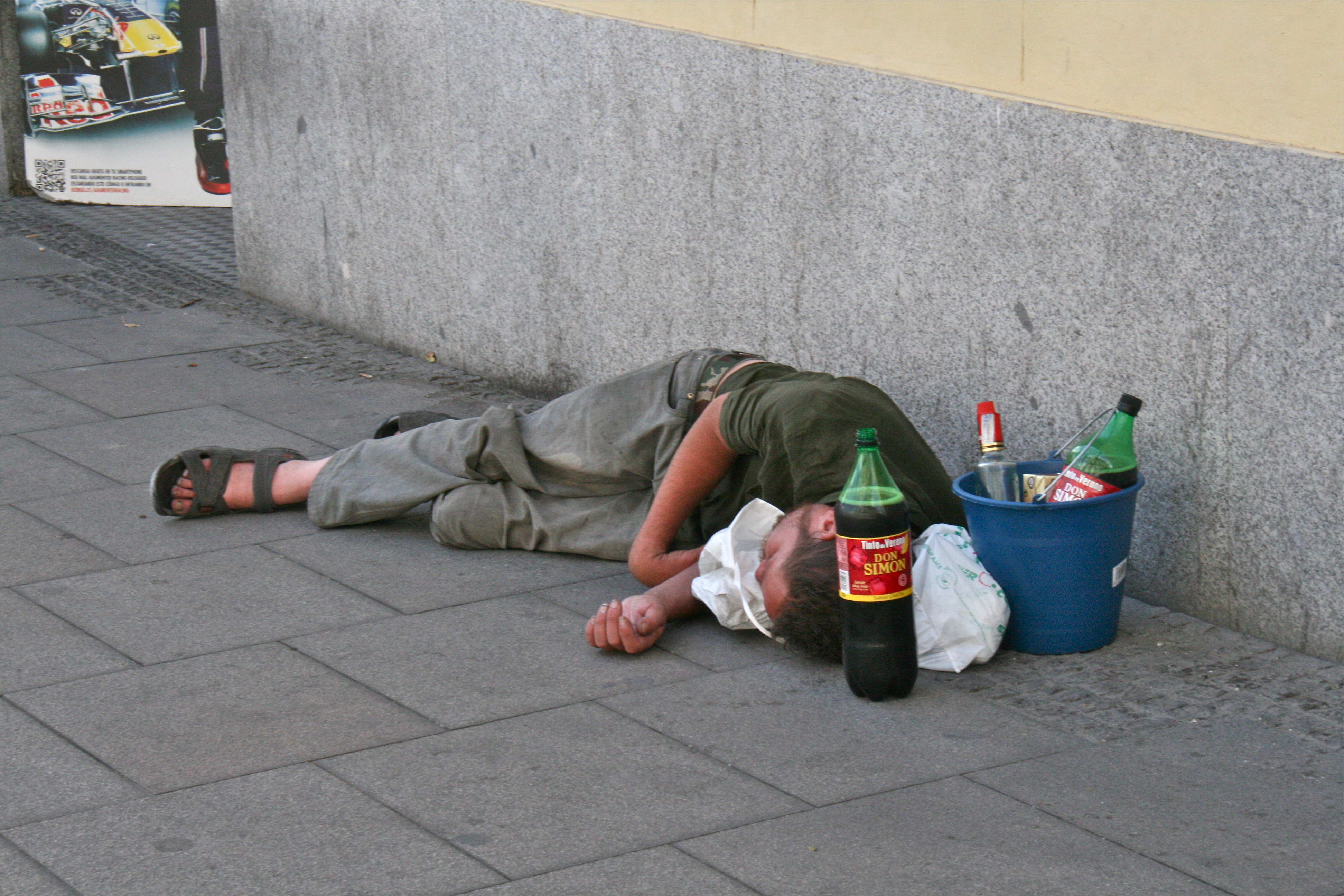
Alcoolistas precisam abandonar o álcool e seguir em acompanhamento psicológico e de um cuidador por um ano ou mais anos para evitar recaídas.

A administração de tiamina para pacientes quando aparecem os primeiros sintomas de encefalopatia de Wernicke ou de alcoolismo é a melhor forma de prevenir o desenvolvimento da síndrome de Wernicke-Korsakoff, ou ao menos reduzir a sua gravidade. A administração imediata de tiamina pode salvar a vida do paciente sem risco de hipervitaminose, pois o excesso é eliminado rapidamente na urina.
O tratamento é voltado a reduzir a progressão dos déficits cognitivos causados por essa síndrome, não sendo capaz de reverter completamente os déficits já existentes. Mesmo com tratamento a síndrome persiste, pelo menos parcialmente, em 80% dos pacientes. Uma dose mínima de 500 mg de cloridrato de tiamina, deve ser administrada por infusão por 30 minutos por três dias.
Em pacientes que não respondem ao tratamento, a dose deve ser aumentada para 250 mg e feita por via intravenosa ou intramuscular por três a cinco dias, até o paciente melhorar. A mortalidade em casos diagnosticados e tratados é de 15% e de 77% sem tratamento.